# Odontomachus haematodus
Odontomachus haematodus is een mierensoort uit de onderfamilie Ponerinae. De wetenschappelijke naam werd gepubliceerd in 1758 door Carl Linnaeus in de tiende editie van Systema naturae.
Oorspronkelijk komt de soort voor in Zuid-Amerika, maar hij komt intussen ook voor in de Verenigde Staten.